# Classic Brugge-De Panne 2023
De 47e editie van de Belgische wielerwedstrijd Classic Brugge-De Panne was in 2023. En vond voor mannen plaats op woensdag 22 maart en voor vrouwen op donderdag 23 maart.

## Mannen
De race werd verreden over 211 kilometer en was onderdeel van de UCI World Tour. Deze editie werd gewonnen in de sprint door de Belg Jasper Philipsen.

### Uitslag
| Plaats  | Naam                | Ploeg                  | tijd     |
| ------- | ------------------- | ---------------------- | -------- |
| Winnaar | Jasper Philipsen    | Alpecin-Deceuninck     | 4u38'52" |
| 2       | Olav Kooij          | Team Jumbo-Visma       | z.t.     |
| 3       | Yves Lampaert       | Soudal Quick-Step      | z.t.     |
| 4       | Frederik Frison     | Lotto-Dstny            | +1"      |
| 5       | Fabio Jakobsen      | Soudal Quick-Step      | +21"     |
| 6       | Jonas Rickaert      | Alpecin-Deceuninck     | z.t.     |
| 7       | Cédric Beullens     | Lotto-Dstny            | z.t.     |
| 8       | Stian Fredheim      | Uno-X Pro Cycling Team | z.t.     |
| 9       | Sebastián Molano    | UAE Team Emirates      | z.t.     |
| 10      | Marijn van den Berg | EF Education-EasyPost  | z.t.     |

## Vrouwen
De 6e editie van Classic Brugge-De Panne werd op verrassende wijze gewonnen door Pfeiffer Georgi. Ze won door 7 kilometer voor de finish weg te rijden bij de kopgroep. Bij de finish had ze een voorsprong opgebouwd van 1'10".

### Deelnemende ploegen
Dertien van de vijftien World Tourploegen namen deel, aangevuld met acht continentale ploegen.
| UCI-World Tourteams                                                                                   | UCI-World Tourteams                                                   | UCI-teams |
| --- | --------------------------------------------------------------------- | --- |
| Canyon-SRAM DSM FDJ-Suez Fenix-Deceuninck Human Powered Health Israel Premier Tech Roland Jayco AlUla | Liv Racing TeqFind Movistar SD Worx Trek-Segafredo UAE Team ADQ Uno-X | AG Insurance-Soudal Quick-Step Ceratizit-WNT Coop-Hitec Products Duolar-Chevalmeire Lifeplus Wahoo Lotto Dstny Ladies Parkhotel Valkenburg Proximus-Alphamotorhomes-Doltcini |

### Uitslag
| Plaats  | Naam                    | Ploeg                  | tijd     |
| ------- | ----------------------- | ---------------------- | -------- |
| Winnaar | Pfeiffer Georgi         | Team DSM               | 4u17'12" |
| 2       | Elisa Balsamo           | Trek-Segafredo         | +1'10"   |
| 3       | Lorena Wiebes           | Team SD Worx           | z.t.     |
| 4       | Megan Jastrab           | Team DSM               | z.t.     |
| 5       | Shari Bossuyt           | Canyon-SRAM            | z.t.     |
| 6       | Amalie Dideriksen       | Uno-X Pro Cycling Team | z.t.     |
| 7       | Maike van der Duin      | Canyon-SRAM            | +1'38"   |
| 8       | Christina Schweinberger | Fenix-Deceuninck       | +1'39"   |
| 9       | Chiara Consonni         | UAE Team ADQ           | +4'14"   |
| 10      | Ilaria Sanguineti       | Trek-Segafredo         | z.t.     |

1977 · 1978 · 1979 · 1980 · 1981 · 1982 · 1983 · 1984 · 1985 · 1986 · 1987 · 1988 · 1989 · 1990 · 1991 · 1992 · 1993 · 1994 · 1995 · 1996 · 1997 · 1998 · 1999 · 2000 · 2001 · 2002 · 2003 · 2003 · 2004 · 2005 · 2006 · 2007 · 2008 · 2009 · 2010 · 2011 · 2012 · 2013 · 2014 · 2015 · 2016 · 2017 · 2018 · 2019 · 2020 · 2021 · 2022 · 2023 · 2024

Lijst van beklimmingen
Tour Down Under ·
Great Ocean Road Race ·
Ronde van de Verenigde Arabische Emiraten ·
Omloop Het Nieuwsblad ·
Strade Bianche ·
Parijs-Nice · 
Tirreno-Adriatico · 
Milaan-San Remo ·
Ronde van Catalonië ·
Classic Brugge-De Panne ·
E3 Saxo Bank Classic ·
Gent-Wevelgem ·
Dwars door Vlaanderen ·
Ronde van Vlaanderen ·
Ronde van het Baskenland ·
Parijs-Roubaix ·
Amstel Gold Race ·
Waalse Pijl ·
Luik-Bastenaken-Luik ·
Ronde van Romandië ·
Eschborn-Frankfurt ·
Ronde van Italië ·
Critérium du Dauphiné ·
Ronde van Zwitserland ·
Ronde van Frankrijk ·
Clásica San Sebastián ·
Ronde van Polen ·
BEMER Cyclassics ·
Renewi Tour ·
Ronde van Spanje ·
Bretagne Classic ·
GP van Quebec ·
GP van Montréal ·
Ronde van Lombardije ·
Ronde van Guangxi
Tour Down Under ·
Cadel Evans Great Ocean Road Race ·
Ronde van de Verenigde Arabische Emiraten ·
Omloop Het Nieuwsblad ·
Strade Bianche ·
Ronde van Drenthe ·
Trofeo Alfredo Binda-Comune di Cittiglio ·
Brugge-De Panne ·
Gent-Wevelgem ·
Ronde van Vlaanderen ·
Parijs-Roubaix ·
Amstel Gold Race ·
Waalse Pijl ·
Luik-Bastenaken-Luik ·
La Vuelta España Femenina ·
Itzulia Women ·
Ronde van Burgos ·
RideLondon Classic ·
Ronde van Zwitserland ·
Giro Donne ·
Tour de France Femmes ·
Ronde van Scandinavië ·
GP de Plouay-Bretagne ·
Simac Ladies Tour ·
Ronde van Romandië ·
Ronde van Chongming ·
Ronde van Guangxi
Afgelaste wedstrijden: The Women's Tour ·
Postnord Vårgårda WestSweden